# Флаг Эстонской ССР
Флаг Эстонской ССР (эст. Eesti NSV lipp) — государственный символ Эстонской ССР.

## История
31 октября 1940 года Указом Президиума Верховного Совета Эстонской ССР «Об утверждении изображения государственного флага Эстонской Советской Социалистической Республики» («Eesti Nõukogude Sotsialistliku Vabariigi riigilipu kuju kinnitamise kohta») в соответствии с описанием в Конституции Эстонской ССР было установлено изображение государственного флага и в этот же день, 31 октября, официально запрещено использование буржуазных символов — герба со львами и сине-чёрно-белого флага Эстонии.
Флаг представлял собой красное полотнище с золотым серпом и молотом в левом верхнем углу, над которым золотом было написано латиницей ENSV (Eesti Nõukogude Sotsialistlik Vabariik).
6 февраля 1953 года Указом Президиума Верховного Совета Эстонской ССР «О Государственном флаге Эстонской ССР» было установлено новое описание флага:
«Государственный флаг Эстонской Советской Социалистической Республики состоит из полотнища красного цвета, через которое проходит синяя волнистая полоса с двумя белыми полосками сверху, образующие по длине флага шесть остроконечных волн. Синяя волнистая полоса вместе с белыми полосками составляет три десятых ширины флага. Верхняя красная полоса составляет половину ширины флага, нижняя красная полоса — одну пятую ширины флага. На верхней красной части полотнища флага, в левом верхнем углу, на расстоянии одной шестой длины флага от древка, изображены золотые серп и молот и над ними красная пятиконечная звезда, обрамлённая золотой каймой. Отношение ширины флага к его длине 1:2».
21 августа 1953 года четвёртая сессия Верховного Совета Эстонской ССР третьего созыва законом Эстонской ССР утвердила этот Указ Президиума Верховного Совета ССР и внесла новое описание государственного флага в статью 116 Конституции (Основного закона) Эстонской ССР.
8 мая 1990 года Верховный Совет ЭССР принял закон «О символике Эстонии». Согласно данному закону прекращалось использование флага Эстонской ССР в качестве государственного символа и восстанавливалось действие статей 1-6 Конституции Эстонской Республики 1938 года (где сказано, что государственными цветами Эстонии являются синий, чёрный и белый).